# ألبرت بيت
ألبرت بيت (بالإنجليزية: Albert Pitt)‏ هو سياسي نيوزلندي، ولد في 1842 في أستراليا، وتوفي في 18 نوفمبر 1906 في نيوزيلندا. حزبياً، نشط في الحزب الليبيرالي النيوزيلندي. وقد انتخب عضو مجلس النواب نيوزيلندا.